# Nummerierung von Gewässern
Ein Gewässer kann durch unterschiedliche Arten von Ziffern und Zahlen gekennzeichnet werden. Zu seiner Lage und Größe werden naturwissenschaftliche Messdaten erhoben. Um eine große Anzahl von Gewässern besser verwalten und in ihrer Bedeutung vergleichen zu können, erhält jedes nennenswerte Gewässer außerdem bestimmte Nummern.

## Lokalisation – Quantifizierung – Nummerierungen
- Ort: Für Anfang und Ende sowie für Zusammenflüsse und Verzweigungen von Gewässern lassen sich die geografischen Koordinaten und die Höhe über dem Meeresspiegel angeben.
- Größenangaben:
  - An quantitativen Angaben gibt es für Fließgewässer vor allem die Länge, die Fläche des Einzugsgebietes sowie Volumengeschwindigkeiten wie Quellschüttung und Abfluss, daneben z. B. Gewässertiefen und Querschnittsflächen an verschiedenen Stellen.
  - Für Seen gibt es zumeist auch einen Abflusswert, vor allem aber Wasserfläche und Volumen, sowie verschiedene Längen-, Breiten- und Tiefenangaben.
- Nummerierungen: Grundsätzlich gibt es zwei Arten von Nummerierungen: Klassierungen und Identifikationsnummern.
  - Mit Klassierungen wird eine Gruppenzugehörigkeit festgestellt oder festgelegt.
    - Klassierungen, die auf Messwerten beruhen, gruppieren Gewässer nach ihren naturwissenschaftlichen und technischen Eigenschaften ein. Hier geht es vor allem um ökologische Qualitäten und um die Nutzbarkeit als Verkehrsweg.
    - Mit der Flussordnungszahl wird die Position eines Gewässers in der Hierarchie eines Flusssystems festgestellt. Es wurden in der Hydrografie verschiedene Systeme von Flussordnungszahlen entwickelt.
    - Daneben gibt es Klassierungen, die den rechtlichen Status des Gewässers und die Aufgabenverteilung von Behörden und Verbänden regeln.

  - Bei Identifikationsnummern wird (ähnlich wie bei Postleitzahlen) jedem einzelnen Gewässer, oftmals auch Gewässerabschnitten, eine individuelle Nummer zugeteilt. Damit wird dieses Gewässer und sein Einzugsgebiet auch eindeutig definiert, hier im wortwörtlichen Sinne: Es werden seine Grenzen festgelegt.

In Ländern der Europäischen Gemeinschaften (EWG, EU) gab zumeist die Wasserrahmenrichtlinie den Anstoß zu einer landesweiten exakten Erfassung der Gewässer.
So verschieden das Prinzip Identifikationsnummer und das Prinzip Klassierung sind, sind doch die meisten Arten der Klassierung eines Gewässers nicht ohne seine eindeutige Definition möglich.

## Wasserlaufnummer, Wasserkörpernummer und Gebietsnummer
Es gibt zwei grundsätzlich verschiedene Ansätze, Teile eines Gewässernetzes zu definieren und mit Identifikationsnummern zu versehen, die Wasserlaufnummer und die Wasserkörpernummer. Im Einzelfall können die definierten Gewässergrenzen sehr ähnlich ausfallen, hier und da haben sogar die Nummern ähnliche Anfangsziffern, aber es sind eben doch unterschiedliche Systeme, und zu jeder Nummer gehört die Angabe, zu welchem System sie gehört. In mehreren, wenn nicht den meisten Ländern wurden sowohl Wasserlaufnummern als auch Wasserkörpernummern festgelegt, aber das Gewicht der einen und der anderen Erfassung in der öffentlichen Darstellung ist von Land zu Land verschieden.

### Wasserlaufnummer
Wie schon der Name sagt, steht bei der Definition von Wasserläufen der Netzzusammenhang im Vordergrund: Ein Teilgewässer, das einen Großteil seines Wassers aus einem anderen empfängt, ist mit diesem zu einem Wasserlauf zusammenzufassen. Teilgewässer, zwischen denen weder in der einen noch in der anderen Richtung ein Wasseraustausch stattfindet, dürfen nicht zu einem Wasserlauf zusammengefasst werden. Wasserlaufnummern können sich streng an der Position eines Teilgewässers im Hierarchiebaum eines Flusssystems orientieren wie die deutschen Gewässerkennzahlen. Sie können aber noch andere Aspekte aus wissenschaftlichen oder politischen Gründen berücksichtigen, so spielt in die Schweizer GEWISS-Nummern auch die Gewässergröße und Kantonszugehörigkeit hinein.

### Wasserkörpernummer
Bei der Definition von Wasserkörpern steht deren Homogenität im Vordergrund. Die in einem Wasserkörper zusammengefassten Teilgewässer sollen nicht nur zusammenhängen, sondern ähnliche physikalische und ökologische Eigenschaften aufweisen. Es kann aber ein Abschnitt eines Hauptgewässers mit seinen Zuflüssen zu einem Wasserkörper zusammengefasst werden, obwohl zwischen den Zuflüssen untereinander natürlich kein Wasseraustausch stattfindet. Wasserkörper sollen außerdem nicht zu groß und nicht zu klein sein. Darum wurden lange Flussläufe üblicherweise in zahlreiche Wasserkörper aufgegliedert.
Außer Oberflächenwasserkörpern wurden auch Grundwasserkörper definiert, die wiederum jeweils als eigenes landesweites System dokumentiert werden.

### Gebietsnummer
Die Bezeichnungen Gebietsnummer und Flächenverzeichnis stellen das Einzugsgebiet in den Vordergrund. Einzugsgebiete können sowohl für Gewässer und Gewässerteile bestimmt werden, die als Wasserläufe definiert wurden als auch für solche, die als Wasserkörper definiert wurden.
Im Einzelfall können beide Prinzipien ineinander übergehen: Logischerweise ist das Einzugsgebiet eines Gewässers an seiner Mündung sein gesamtes Einzugsgebiet. In deutschen Flächenverzeichnissen, die entsprechend den deutschen Gewässerkennzahlen eigentlich nach dem Prinzip von Wasserlaufnummern aufgebaut sind, werden auch Teileinzugsgebiete von Unterläufen angegeben, die eher dem Prinzip der Einzugsgebiete von Wasserkörpern entsprechen.

## Identifikationsnummern in einzelnen Staaten
| Staat                  | Identifikationsnummern |
| ---------------------- | --- |
| Deutschland            | - Gewässerkennzahl (GKZ), von der LAWA vereinbarte Nummerierung in Deutschland - Wasserkörpernummern in Deutschland, völlig getrenntes System, aber im o. g. Artikel mit berücksichtigt. |
| Österreich             | Bei den Gewässernummerierungen in Österreich werden außer den vom Wasserinformationssystem Austria (WISA) und in Publikationen zum Umsetzungsstand der WRRL verwendeten Wasserkörpernummern mindestens zwei bundesweite Systeme nach dem Prinzip von Wasserlaufnummern gepflegt. Dazu kommt noch die Gewässererfassung einzelner Bundesländer. |
| Schweiz                | Gewässerlaufnummer des Gewässerinformationssystems der Schweiz, GEWISS |
| Belgien                | - Für die Wallonie liegen Publikationen mit vollständiger Einteilung in Wasserkörper und mit deren vollständiger Nummerierung vor. - In der Flämischen Gemeinschaft gibt es zwar auch Nummerierungen, jedoch lassen sich im Vlaamse Hydrografische Atlas zwar flächendeckend Wasserlaufnamen anzeigen, aber keine Wasserlauf- oder Wasserkörpernummern. |
| Finnland               | Gewässerkennzahl (Finnland) |
| Frankreich             | SANDRE-Code |
| Norwegen               | Vassdragsnummer (Flusssystemsnummer) der Gewässerdatenbank REGINE |
| Russland               | Nummer des ГВР / GWR (Staatliches Wasserregister) |
| Slowakei               | Číslo hydrologického povodia (etwa: „Hydrologische Einzugsgebietsnummer“) |
| Tschechien             | Číslo hydrologické pořadí (ČHP, etwa: „Hydrologische Ordnungsnummer“) |
| Vereinigtes Königreich | Waterbody Id |
| Vereinigte Staaten     | Geographic Names Information System |
| Italien                | In Italien gibt es derartige Identifikationsnummern der Provinzen bzw. Regionen, aber möglicherweise noch kein nationales System. |
| Chile                  | In Chile sind die Flusssysteme von der Dirección General de Aguas in der Inventario de cuencas de Chile eingeteilt, wobei große Flüsse ihre gesamtes Einzugsgebiet in einem Item haben, kleinere Stöme werden in einem zonalen Bereich zusammengefasst. Insgesamt sind 101 Items verzeichnet, jeder von ihnen in Untereinzugsgebiete (subcuencas) und nochmal in Unteruntereinzugsgebiete (subsubcuencas) geteilt. An dieser Einteilung lehnen sich weitere hidrografische Datenbanken wie die Inventario público de glaciares und die "Inventario público de lagos". |

Außer den nationalen Identifikationsnummern gibt es – schon länger – Bearbeitungsnummern der örtlich für die Gewässerpflege zuständigen Verbände, in Deutschland zumeist Wasser- und Bodenverbände, in der Nähe der Nordseeküste die Deichverbände.

## Klassierungen
Mit Klassierungen wird nur eine Gruppenzugehörigkeit festgestellt oder festgelegt:
- Hydrografische Hierarchieebene im Gewässernetz:
  - Flussordnungszahl – (mehrere unterschiedliche Systeme)
- Ökologische Güteklassen:
  - Gewässerstrukturgüteklasse – allgemeines ökologisches Maß der Naturnähe des Gewässerbettes
  - Gewässergüteklasse – Klassierung der Belastung mit sauerstoffzehrenden Substanzen im Saprobiensystem
  - Badewasserqualität – Klassierung nach den Richtlinien über Badegewässer (in Europa EU und national)
- Zuständigkeitsklassen, z. B. Ordnungszugehörigkeit in Deutschland:
  - Gewässer I. Ordnung in der Zuständigkeit des Bundes; die Wasserfläche ist öffentlich.
  - Gewässer II. Ordnung in der Zuständigkeit des Bundeslandes; die Wasserfläche ist öffentlich.
  - Gewässer III. Ordnung in der Zuständigkeit der Wasser- und Bodenverbände; die Wasserfläche ist auf die Anrainer aufgeteilt.
- Klassen von Binnenwasserstraßen
  - Europäische Klassifizierung (I–VII und 0) nach zulässigen Schiffsgrößen
  - nach Zuständigkeit, z. B. Bundeswasserstraßen und Landeswasserstraßen in Deutschland